# Beon-dong
Beon-dong là một dong, phường của Gangbuk-gu ở Seoul, Hàn Quốc.

## Liên kết
- Trang chính thức Gangbuk-gu
- Bản đồ Gangbuk-gu tại trang chính thức Gangbuk-gu
- (tiếng Hàn) Trang dân cư chính thức Beon 1-dong